# Битва за Джиджигу
Битва за Джиджигу — крупнейшее сражение эфиопо-сомалийской войны и крупнейшая танковая битва войны, происходившее  с середины августа по 12 сентября 1977 года.

## Силы сторон
Эфиопский гарнизон в Джиджиге был крупнейшим на границе с Сомали и составлял 25 тысяч солдат и боевиков. Поддержку им оказывали две механизированные бригады в составе 108 танков M41, M47 и Т-34-85. Сомали для наступления задействовало 124 танка Т-55 и Т-34-85 в составе 5 механизированных бригад.

## Ход боя
13 августа специальные подразделения сомалийских вооружённых сил начали совершать диверсионные рейды на 3 главных лагеря эфиопов в Джиджиге. В одном из рейдов был уничтожен радар дальнего обнаружения APN-24 построенный американцами, что позволило сомалийской авиации начать бомбить укреплённый город. В лагере Бирбис был взорван подземный склад снарядов. Склад горел в течение 12 часов. Основная фаза штурма была начата 26 августа и происходила в виде штурма танковыми частями. Некоторым подразделениям удалось обойти город и захватить горный массив в 10 милях дальше Джиджиги.
30 августа сомалийцам удалось прорваться на территорию города. Контратака эфиопцев смогла на несколько дней остановить сомалийцев, однако 12 сентября город полностью пал. В ходе штурма города эфиопские танки M47 и M41 не смогли остановить сомалийские Т-55, от огня сомалийских танков было потеряно не меньше 14 «Паттонов» и 9 «Уокер Бульдогов». Причём лёгкие танки M41 были потеряны все, что имелись у Эфиопии. Чтобы остановить паническое отступление, эфиопское командование провело серию расстрелов командиров, лишь после этого дальнейшее отступление остановилось.

## Потери сторон
Эфиопия в этом сражении потеряла 43 танка, из них 32 американских и 11 «тридцатьчетвёрок». Также были потеряны 28 бронетранспортёров M113 и несколько САУ M109. Всего потери эфиопов в бою составили более 100 единиц бронетехники.
Точные потери сомалийских танков остаются неизвестными. За первые две недели сражения эфиопы утверждали об уничтожении 72 сомалийских танков, а во время второй половины сражения потери сомалийцев предполагалось что были даже выше чем в первый период. Стоит заметить, что это заявляемое число потерь сомалийских танков превышает количество задействованных Сомали танков и в несколько раз превышает данные ЦРУ о потерях сомалийских танков в войне (от 40 до 50 к 18 октября).
Потери авиации у каждой из сторон составили по меньшей мере два самолёта.
Эфиопия потеряла 1 F-5E (сбитый из ПЗРК «Стрела-2») и 1 DC-3 (уничтоженный до начала штурма авиаударом МиГ-17 на земле).
Сомали потеряли 2 сбитых МиГ-21МФ.